# Шуми, шуми, Јаворе (песен на Неда Украден)
„Шуми, шуми, Јаворе“ е песен на сърбо-хърватската певица Неда Украден от 1987 година. Включена е в албума на певицата „Дошло доба да се растајемо“, издаден същата година. Песента понякога е погрешно считана за народна, но е авторска, с композитор Джордже Новкович, текстописец – Арсен Дедич, а аранжиментът ѝ е дело на Мато Дошен. Към песента има заснет официален видеоклип.
В песента яворът е олицетворение на човек, изгубил сили с времето (Няма вече от онези дни, вятърът бие на всички страни. Жълти листа, твоите листа, казват никога, никога повече...).

## Кавър версии
- Весела – „Шуми, шуми, Яворе“[5]